# Лю, Дэвид
Дэвид Р. Лю (англ. David R. Liu; род. 12 июня 1973, Риверсайд, Калифорния) — американский молекулярный биолог и химик. Возглавляет Merkin Institute of Transformative Technologies in Healthcare, заместитель председателя факультета в Институте Брода Гарвардского университета и Массачусетского технологического института, профессор химии и химической биологии в Гарвардском университете и исследователь Медицинского института Говарда Хьюза.

## Биография
Лю родился в Риверсайде 12 июня 1973 года. Его родители иммигрировали в Соединенные Штаты из Тайваня. Его отец — аэрокосмический инженер, а мать — профессор физики Калифорнийского университета в Риверсайде на пенсии. В 1990 году, обучаясь в средней школе, занял второе место в национальном конкурсе научных талантов Westinghouse. В 1994 году получил степень бакалавра химии в Гарвардском университете, окончив его с отличием и став первым в своем классе. Будучи студентом, он работал в лаборатории синтетической химии нобелевского лауреата Элайаса Кори. Проводил исследования в области органической и биоорганической химии по биосинтезу стеролов. В 1999 году Лю получил степень доктора философии по органической химии в Калифорнийском университете в Беркли под руководством Питера Шульца. Во время своего докторского исследования в Университете Беркли Лю инициировал первую общую попытку расширить генетический код в живых клетках. Получил степень доктора философии в 1999 году и в том же году стал доцентом химии и химической биологии в Гарварде. В 2003 году был повышен до доцента, а в 2005 году — до полного профессора. В 2005 году Лю стал исследователем Медицинского института Говарда Хьюза, в 2009 году присоединился к группе JASON, научным консультантам правительства США. В 2007 году был удостоен звания профессора Гарвардского колледжа, отчасти за свою преподавательскую деятельность в бакалавриате. Его вводный курс естественных наук, начавшийся в 2005 году, стал крупнейшим курсом естественных наук в Гарварде.
Лю опубликовал более 225 научных работ и является автором более 90 выданных в США патентов. Его научные достижения были отмечены наградами, в том числе премией Рональда Бреслоу, премией Pure Chemistry Award от Американского химического общества, премией Arthur C. Cope Young Scholar Award и наградами от Фонда Слоуна, Фонда Бекмана и стипендиальной программы Сирла. В 2016 году Лю был назван одним из 20 лучших исследователей в области трансляции в мире по версии журнала Nature Biotechnology, а в 2017 и 2019 годах журналом Nature был включён в список Топ 10 лучших исследователей в мире. В апреле 2019 года Лю выступил с докладом на конференции TED о базовом редактировании в Ванкувере на TED2019, что вызвало бурные овации аудитории в прямом эфире. В 2019 году статья о технологии prime editing была названа одной из 10 лучшихх статей Nature за 2019 год и одним из главных технических достижений учёного. В 2020 году Лю получил премию Американского химического общества имени Дэвида Перлмана и премию Американского химического общества ACS за чтение лекций по химической биологии, был избран членом Национальной академии наук США, Национальной академии медицины. В 2022 году был удостоен Премии короля Фейсала в области медицины.

## Научные исследования
Исследовательская группа Лю впервые применила технологию базового редактирования — новый метод редактирования генома, который позволяет осуществлять прямое и точное преобразование одного основания в другое основание в геноме живых клеток, не создавая двухцепочечных разрывов ДНК (DSBS), которые приводят к сложным сочетаниям вставок, делеций, и перестройки ДНК. Исследовательская группа Лю также стала пионером в области первичного редактирования, универсального метода редактирования генома, который позволяет осуществлять все возможные преобразования от основания к основанию, вставки, делеции и комбинации в клетках млекопитающих, не требуя разрывов двухцепочечной ДНК или шаблонов донорской ДНК. DTS создала некоторые из первых примеров библиотек, кодируемых ДНК (DELS), которые в настоящее время широко используются при разработке лекарств в академических кругах и фармацевтических компаниях.
Его лаборатория также разработала Метод непрерывной эволюции с помощью фагов (PACE), который использует короткую 10-минутную продолжительность жизни бактериофага M13 для достижения быстрой эволюции полезных белков. Лаборатория использовала PACE и свои усилия по направленной эволюции для создания новых инструментов редактирования генома, которые обеспечивают расширенный доступ к ДНК и преобразование оснований ДНК. Он опубликовал более 230 рецензируемых публикаций, а его индекс Хирша составляет ≥130 по данным Google Scholar.

## Коммерческая деятельность
Лю стал соучредителем ряда компаний: Editas Medicine (редактирование генома с помощью нуклеаз CRISPR для терапии человека), Pairwise Plants (редактирование генома для сельского хозяйства), Beam Therapeutics (базовое редактирование для терапии человека), Exo Therapeutics (открытие новых низкомолекулярных лекарств), Chroma Medicine (геномные лекарства, использующие эпигенетику), Resonance Medicine (новые ферментативные решения для решения проблем старения в медицине) и Nvelop Therapeutics (новые технологии доставки с редактированием генов).
Лю также основал Permeon Biologics и Ensemble Therapeutics. Компания Permeon Biologics была основана в 2011 году Лю и компанией Flagship Ventures для разработки класса белков, обеспечивающих транспортировку крупных молекул, таких как антитела, в клетки для облегчения разработки «внутрителовой» терапии, и прекратила свою деятельность в 2015 году. Ensemble Therapeutics была основана в 2004 году при финансировании Flagship Ventures для коммерческой разработки работы Лю о макроциклах; компания привлекла около $40 млн и заключила несколько фармацевтических партнерств, но была закрыта в 2017 году до того, как какие-либо из её продуктов появились на рынке.